# Alfred Brownell
Alfred Lahai Gbabai Brownell (1965/1966) es un activista ambiental y abogado liberiano. Brownell llamó la atención a nivel internacional por causa de su lucha para evitar la destrucción de los bosques tropicales para la producción de aceite de palma.  Después de recibir amenazas de muerte como resultado de su trabajo, él y su familia huyeron de Liberia en 2016. En 2019 ganó el premio Ambiental Goldman, también llamado de "Nobel Verde", por su trabajo en la protección de más de 2000 kilómetros cuadrados del bosque tropical que eran tierras tradicionales de las comunidades locales.
Después de dejar Liberia, se convirtió en el "becario residente en el Programa de Derechos Humanos y Economía Global de la Northeastern University School of Law".